# Паметник на войниците от Куртати
Паметникът на войниците от Куртати (на руски: Памятник воинам-куртатинцам) е посветен на хората от Къртатския пролом, загинали за родината си по време на Великата отечествена война от 1941 – 1945 г. Автор е осетинският скулптор Даурбек Цораев. Паметникът се намира в Куртатинското дефиле (Северна Осетия – Алания) близо до пътя, близо до село Верхний Фиагдон. Откриването му се състои на 9 май 1971 г. на място близо до Владикавказ.
Паметникът представлява скулптура на кон, оплакващ своя ездач, паднал в битка. „Верният кон“ символизира скръбта на цяла Осетия за нейните синове, загинали във войната. Конете от тези кавалерийски части обикновенно приемат храна само от своя ездач и нерядко отказват да напускат неговото лобно място.